# Сацума-хан
Сацума-хан　(яп. 薩摩藩, さつまはん) — хан в Японії, у провінціях Сацума і Осумі регіону Кюсю, а також островах Рюкю.

## Короткі відомості
- Адміністративний центр: замок Каґошіма, містечко Каґошіма (сучасне містечко Каґошіма префектури Каґошіма).

- Інші назви: Каґошіма-хан (鹿児島藩).

- Дохід: 770 000 коку[1].

- Управлявся родом Шімадзу, що належав до тодзама і мав статус володаря провінції (яп. 国主). Голови роду мали право бути присутніми у великій залі аудієнцій шьоґуна.

- Ліквідований 1871 року.

## Правителі
| №  | Ім'я             | Ім'я     | Роки        | Ранг, титул                | Примітки                    |
| -- | ---------------- | -------- | ----------- | -------------------------- | --------------------------- |
| 1  | Шімазу Ієхіса    | 島津家久 | 1602 — 1638 | 従三位 薩摩守 権大納言     | Третій син Шімазу Йошіхіро  |
| 2  | Шімазу Міцухіса  | 島津光久 | 1638 — 1687 | 従四位上 薩摩守 左近衛中将 | Старший син Шімазу Ієхіши   |
| 3  | Шімазу Цунатака  | 島津綱貴 | 1687 — 1704 | 従四位上 薩摩守 左近衛中将 | Старший син Шімазу Цунахіши |
| 4  | Шімазу Йошітака  | 島津吉貴 | 1704 — 1721 | 正四位下 薩摩守 左近衛中将 | Старший син Шімазу Цунатаки |
| 5  | Шімазу Цуґутойо  | 島津継豊 | 1721 — 1746 | 従四位上 大隅守 左近衛中将 | Старший син Шімазу Йошітаки |
| 6  | Шімазу Муненобу  | 島津宗信 | 1746 — 1749 | 従四位上 薩摩守 左近衛中将 | Старший син Шімазу Цуґутойо |
| 7  | Шімазу Шіґетоші  | 島津重年 | 1749 — 1755 | 従四位下 薩摩守 左近衛少将 | Другий син Шімазу Цуґутойо  |
| 8  | Шімазу Шіґехіде  | 島津重豪 | 1755 — 1787 | 従三位 薩摩守 左近衛中将   | Старший син Шімазу Шіґетоші |
| 9  | Шімазу Нарінобу  | 島津斉宣 | 1787 — 1809 | 正四位上 薩摩守 左近衛中将 | Старший син Шімазу Шіґехіде |
| 10 | Шімазу Наріокі   | 島津斉興 | 1809 — 1851 | 従三位 大隅守 参議         | Старший син Шімазу Нарінобу |
| 11 | Шімазу Наріакіра | 島津斉彬 | 1851 — 1858 | 従三位 薩摩守 権中納言     | Старший син Шімазу Наріокі  |
| 12 | Шімазу Тадайоші  | 島津忠義 | 1858 — 1871 | 従一位 大隅守              | Старший син Шімазу Хісаміцу |